# FOCAL
FOCAL je skraćenica od engleske složenice FOrmula CALculator (zbrajalo formula) i ime je za programski jezik odnosno program prevodilac kojeg je razvio amerikanac Richard Merrill,i prvo je bio razvijen za porodicu računala DEC PDP-8. Inspiraciju za FOCAL bio je programski jezik JOSS. Isto kao JOSS, FOCAL je bio dovoljno sažet da je mogao stati i raditi na najmanje računalo iz porodice PDP-8 s 4KB radne memorije, bez operacijskog sustava i bez vanjskih jedinica za spremanje podataka kao kruti disk.